# چاوک ابروسفید
چاوک ابروسفید (نام علمی: Ochthoeca leucophrys) نام یک گونه از سرده چاوک‌ها است.

## نگارخانه

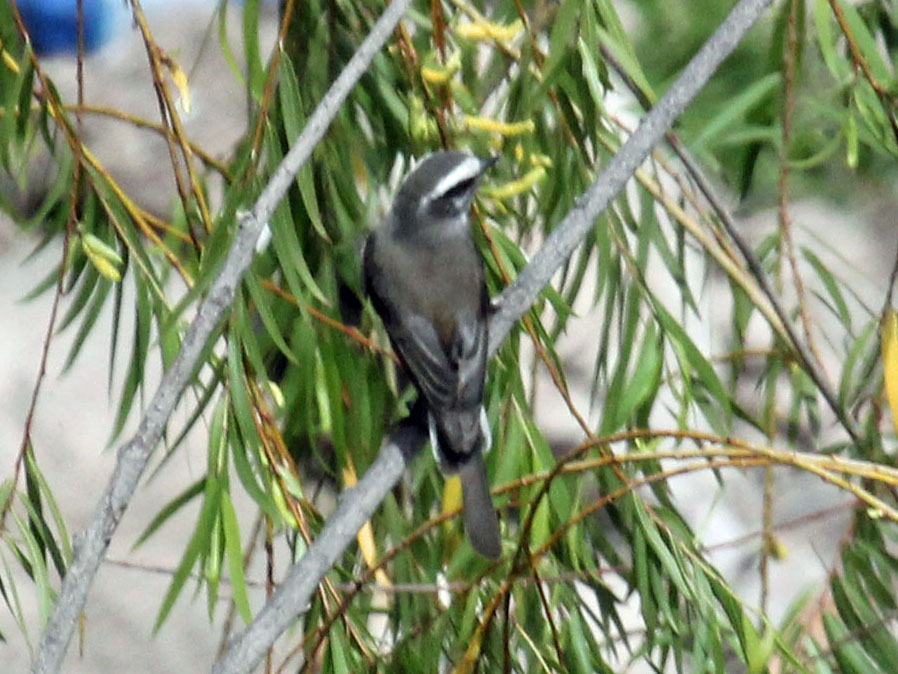